# Lumeau
Lumeau is een gemeente in het Franse departement Eure-et-Loir (regio Centre-Val de Loire) en telt 177 inwoners (1999). De plaats maakt deel uit van het arrondissement Châteaudun.

## Geografie
De oppervlakte van Lumeau bedraagt 14,9 km², de bevolkingsdichtheid is 11,9 inwoners per km².

## Demografie
Onderstaande figuur toont het verloop van het inwonertal (bron: INSEE-tellingen).